# Zoervleis
Le zoervleis ou zoervleesj (en limbourgeois : viande aigre, en néerlandais : zuurvlees) est un plat de viande régional de la province du Limbourg, une région partagée entre les Pays-Bas et la Belgique.
Le zoervleis est similaire à la carbonade flamande et au hachee et les Allemands le connaissent peut-être sous le nom de Sauerbraten dans certaines variantes locales. Le terme « aigre » fait référence à un procédé consistant à faire mariner la viande, traditionnellement de la viande de cheval mais aujourd'hui couramment du bœuf, dans du vinaigre. Cependant, malgré son nom, le plat est doux car le vinaigre est compensé par du beurre de pomme et du pain d'épices hollandais.
Le plat est souvent accompagné de frites.